# Чаку
Чаку (рум. Ceacu) — село у повіті Келераш в Румунії. Адміністративний центр комуни Куза-Воде.
Село розташоване на відстані 93 км на схід від Бухареста, 9 км на північний захід від Келераші, 110 км на захід від Констанци, 142 км на південний захід від Галаца.

## Населення
За даними перепису населення 2002 року у селі проживали 1474 особи.
Національний склад населення села:
| Національність | Кількість осіб | Відсоток |
| -------------- | -------------- | -------- |
| румуни         | 1435           | 97,4%    |
| цигани         | 38             | 2,6%     |

Рідною мовою назвали:
| Мова      | Кількість осіб | Відсоток |
| --------- | -------------- | -------- |
| румунська | 1435           | 97,4%    |
| циганська | 38             | 2,6%     |